# La Cicatrice du souvenir

La Cicatrice du souvenir est une série de bande dessinée d'heroic fantasy écrite par le duo Ange, dessinée par Christian Paty et colorisée par Frédéric Besson. Ses trois volumes ont été publiés entre 2001 et 2003 par Soleil Productions.

## Albums
- La Cicatrice du souvenir, Soleil :

1. Les Évadés de Kanash, 2001.
2. Le Cristal de Baïn, 2002.
3. Le Livre d'Erkor, 2002.

- La Cicatrice du souvenir : I - II - III, Soleil, coll. « La Preuve par 3 », 2003  (ISBN 2-84565-642-4).